# Jasione foliosa
Jasione foliosa är en klockväxtart som beskrevs av Antonio José Cavanilles. Jasione foliosa ingår i blåmunkssläktet som ingår i familjen klockväxter.

## Underarter
Arten delas in i följande underarter:
- J. f. foliosa
- J. f. mansanetiana
- J. f. xauenensis

## Bilder

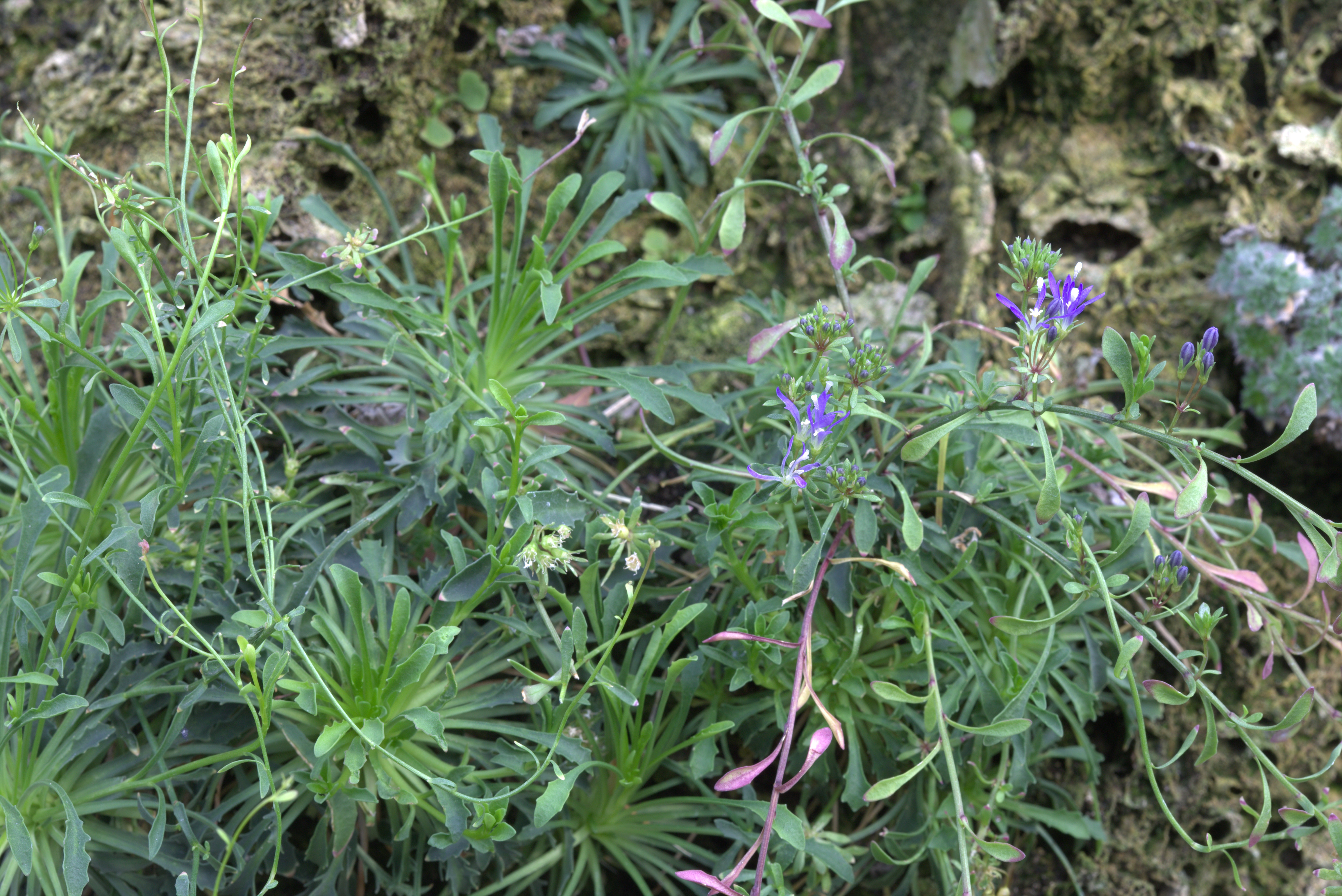